# Bílé Poličany
Bílé Poličany là một làng thuộc huyện Trutnov, vùng Královéhradecký, Cộng hòa Séc.